# Tysk nationalisme
Tysk nationalisme er en ideologisk retning, som søger at fremme foreningen af tyskere og tysk-sprogede folk i en nationalstat. Tysk nationalisme lægger således særlig vægt på, og finder stolthed i, tyskeres nationale identitet. Den tyske nationalismes oprindelse tog sin begyndelse i opblomstringen af romantisk nationalisme under Napoleonskrigene, da Pangermanismen voksede frem. Fortalere for en tysk nationalstat begyndte at blive en fremtrædende politisk spiller som modsvar til den franske invasion af tyske territorier under Napoleon.
I det 19. århundrede debatterede mange tyskere det tyske spørgsmål om hvorvidt en tysk nationalstat burde baseres på "Den lilletyske løsning" som ikke omfattede Østrig eller "Den stortyske løsning", som gjorde. I sidste ende blev det fortalerne for en lilletysk løsning, under ledelse af den preussiske kansler Otto von Bismarck, som fik deres vilje.
Aggressiv tysk nationalisme og territorial ekspansion spillede en central rolle i udviklingen op til begge verdenskrige. Før første verdenskrig havde Tyskland etableret et kolonirige i håb om at kunne konkurrere med Storbritannien og Frankrig. I 1930'erne kom nazisterne til magten og søgte at oprette et storgermansk rige, med vægt på etnisk tysk identitet og tysk storhed på bekostning af alle andre, hvilket med tiden førte til den systematiske udryddelse af jøder, polakker, Romaer og andre folkeslag, der blev vurderet at være Untermenschen (undermennesker) i Holocaust under anden verdenskrig.
Efter Nazitysklands nederlag blev landet opdelt i Øst og Vesttyskland i de indledende faser af den kolde krig. Hver stat bevarede en følelse af tysk identitet og søgte en genforening med modparten, omend i forskellig kontekst. Oprettelsen af den Europæiske Union var en del af et forsøg på at kanalisere den tyske identitet ind i en europæisk identitet. Vesttyskland undergik sit økonomiske mirakel efter krigen, hvilket førte til oprettelsen af et gæstearbejderprogram; mange af disse arbejdere endte med at bosætte sig i Tyskland, hvilket sidenhen har hørt til en del spændinger omkring spørgsmål om national og kulturel identitet, især i forhold til tyrkere, som bosatte sig i Tyskland.
Tysk genforening blev opnået i 1990 efter Die Wende; en begivenhed, der både chokerede internt i Tyskland og i resten af verden. Tyskland er siden da vendt tilbage som en central magt i Europa og på verdensplan; landets rolle i den europæiske gældskrise og europæiske flygtningekrise har ført til anklager om et autoritært tysk misbrug af sin magt, især i forhold til den græske gældskrise, og har både i og udenfor Tyskland ført til spørgsmål om landets rolle i verden.
I tiden efter 1945 gennemgik alle dele af Tyskland en kraftig afstandstagen til Naziregimet og dets uhyrligheder, og som følge deraf er tysk nationalisme blevet et tabu i landet og mange tyskere har kæmpet med at finde en måde både at kunne anerkende Nazitidens forbrydelser og samtidig vise stolthed over andre for- og nutidige bedrifter.
Højreekstreme tyske partier, der lægger vægt på tysk national identitet og stolthed har eksisteret siden anden verdenskrig, men har aldrig haft nævneværdig politisk magt, omend der er tegn på forandring: I 2013 stiftedes det tysknationalistiske parti Alternative für Deutschland, som, særligt hjulpet på vej af utilfredshed med kansler Angela Merkels håndtering af flygtningekrisen i 2015, fik et hidtil uset godt valgresultat for et tysk-nationalistisk parti ved Forbundsdagsvalget 2017 hvor partiet blev det tredjestørste parti i Forbundsdagen. Efterfølgende har Tysklands to magtpartier, CDU og SPD, begge taget afstand fra AfD, og en hændelse i februar 2020 hvor medlemmer af CDU i Thüringen stemte sammen med AfD i et lokalvalg førte eksempelvis til en skandale, der fik Merkels efterfølger som CDU-formand, Annegret Kramp-Karrenbauer, til at trække sig fra posten.

## Yderligere læsning
- Gerwarth, Robert (2005). The Bismarck myth: Weimar Germany and the legacy of the Iron Chancellor. Oxford, England, UK: Oxford University Press. ISBN 0-19-928184-X.
- Hagemann, Karen. "Of 'manly valor' and 'German Honor': nation, war, and masculinity in the age of the Prussian uprising against Napoleon". Central European History 30#2 (1997): 187-220.
- Jusdanis, Gregory (2001). The Necessary Nation. Princeton UP. ISBN 0-691-08902-7.
- Kesselman, Mark (2009). European Politics in Transition. Boston: Houghton Mifflin Company. ISBN 0-618-87078-4.
- Motyl, Alexander J. (2001). Encyclopedia of Nationalism, Volume II. Academic Press. ISBN 0-12-227230-7.
- Pinson, K.S. Pietism as a Factor in the Rise of German Nationalism (Columbia UO, 1934).
- Samson, James (2002). The Cambridge History of Nineteenth-Century Music. Cambridge UP. ISBN 0-521-59017-5.
- Schulze, Hagen. The Course of German Nationalism: From Frederick the Great to Bismarck 1763-1867 (Cambridge UP, 1991).
- Seton-Watson, Hugh (1977). Nations and states: an enquiry into the origins of nations and the politics of nationalism. Methuen & Co. Ltd. ISBN 0-416-76810-5.
- Smith, Anthony D. (2010). Nationalism. Cambridge, England, UK; Malden, Massachusetts, USA: Polity Press. ISBN 0-19-289260-6.
- Smith, Helmut Walser. German nationalism and religious conflict: culture, ideology, politics, 1870-1914 (Princeton UP, 2014).
- Verheyen, Dirk (1999). The German question: A Cultural, Historical, and Geopolitical Exploration. Westview Press. ISBN 0-8133-6878-2.